# 항공사단
항공사단(영어: Air Division, 航空師団 고쿠시단[*]) 혹은 비행사단(, 飛行師団 히코시단[*])은 군대에서 군용기를 운용하는 사단 규모의 군사 조직을 가리킨다. 육군 항공대나 공군에서 쓰인다.

## 독일
나치 독일 시절에 독일 국방군의 루프트바페에서 운용하였다. 상위부대로서 항공군단에 예속하여 제2차 세계 대전 초기에 활약하였다.
제7항공사단은 전쟁 말기에 제1강하엽병사단으로 재편성되었다.

## 미국
미국 공군에서 1948년부터 1992년까지 운용하였다. 서수 공군 예하에 편성되어 2개 이상의 비행단(Wing)을 지휘하였다.

## 러시아/소련
러시아에서 항공사단(러시아어: авиационная дивизия)은 해군 항공대, 공군과 방공군이 운용하였다. 제2차 세계 대전 이전에는 장거리 항공대와 전선 항공대로 구분되었다.
1942년 독일의 침공으로 독소 전쟁이 시작되자, 100여개의 이상의 강습, 폭격, 전투, 수송 혼성 항공사단이 창설되었다. 항공군단이나 항공군에 예속되어 활약하였고, 종전까지 수많은 부대가 전멸하거나 해산 혹운 재편성되었다.
현재 러시아 연방군의 해군 항공대와 공군에서 운용하고 있다.

## 일본
일본 제국 육군 항공부대에서 "비행집단"과 "항공사단"을 운용했었다. 항공사단 혹은 교도비행사단(KD, KFD)은 본토에서 교육을 담당하였다.
1930년대 후반에 창설된 "비행집단(FC)"은 전투부대로서 전선에서 활약하였고, 1943년 1월에 "비행사단(FD)"으로 재편성되었다. 서수 1~13번까지의 13개 비행사단과 서수 51~54까지의 5개 항공사단, 그리고 제20, 30전투비행집단을 편성하였다. 1944년 6월 전쟁 말기에 항공총감부이 관할하던 각지의 6개 비행학교가 사단으로 재편성되었다. 1945년 8월 15일의 천황의 항복선언 이후 일본에 상륙한 연합국의 군대 해산에 따라 모두 해체되었다.
| 비행집단                         | 비행사단                                                               |
| -------------------------------- | ---------------------------------------------------------------------- |
| - 비행단 - 교육비행단 - 육군병원 | - 비행단 - 항공지구사령부 - 항공통신부대 - 항공보급부대 - 항공정비부대 |

## 캐나다
캐나다 공군에 1983년 6월 1일에 창설된 제1캐나다항공사단이 있으며, 북미항공우주방위사령부의 일부이다.

## 같이 보기
- 분류:항공사단